# Кінросс (Айова)
Кінросс (англ. Kinross) — місто (англ. city) в США, в окрузі Кіокак штату Айова. Населення — 80 осіб (2020).

## Географія
Кінросс розташований за координатами 41°27′32″ пн. ш. 91°59′14″ зх. д. / 41.45889° пн. ш. 91.98722° зх. д. (41.458877, -91.987303).  За даними Бюро перепису населення США в 2010 році місто мало площу 0,51 км², уся площа — суходіл.

## Демографія
Згідно з переписом 2010 року, у місті мешкали 73 особи в 32 домогосподарствах у складі 19 родин. Густота населення становила 143 особи/км².  Було 37 помешкань (72/км²).
Расовий склад населення:
| - 100,0 % — білих |

До двох чи більше рас належало 0,0 %. Частка іспаномовних становила 0,0 % від усіх жителів.
За віковим діапазоном населення розподілялося таким чином: 24,7 % — особи молодші 18 років, 67,1 % — особи у віці 18—64 років, 8,2 % — особи у віці 65 років та старші. Медіана віку мешканця становила 44,5 року. На 100 осіб жіночої статі у місті припадало 114,7 чоловіків;  на 100 жінок у віці від 18 років та старших — 103,7 чоловіків також старших 18 років.
Середній дохід на одне домашнє господарство  становив 31 750 доларів США (медіана — 35 000), а середній дохід на одну сім'ю — 45 208 доларів (медіана — 38 875). Медіана доходів становила 37 917 доларів для чоловіків та 19 219 доларів для жінок. За межею бідності перебувало 11,9 % осіб, у тому числі 0,0 % дітей у віці до 18 років та 71,4 % осіб у віці 65 років та старших.
Цивільне працевлаштоване населення становило 21 осіб. Основні галузі зайнятості: освіта, охорона здоров'я та соціальна допомога — 42,9 %, будівництво — 42,9 %, транспорт — 14,3 %.